# Mehmet Boztepe
Mehmet Boztepe (* 16. Januar 1988 in Elazığ) ist ein türkischer Fußballspieler, der auch die deutsche Staatsangehörigkeit besitzt und im Mittelfeld eingesetzt wird.

## Geburt und Kindheit
Mehmet Boztepe kam 1988 in Elazig zur Welt. Im gleichen Jahr zog sein Vater nach Deutschland und wurde in Moers sesshaft; ein Jahr später zog Mehmet mit seiner Mutter und der Schwester nach.

## Karriere
Mehmet Boztepe spielte in der Jugend zunächst für den TV Asberg, bevor er zu Borussia Mönchengladbach wechselte. Von dort aus wechselte er 2007 in den Erwachsenenbereich, zur zweiten Mannschaft von Borussia Dortmund. Hier kam er in der Regionalliga Nord nur als Ergänzungsspieler zum Zug. Von 38 möglichen Partien absolvierte er nur 15, bei denen er lediglich einmal in der Startformation stand, dabei jedoch auch vorzeitig ausgewechselt wurde. Mit seinem Team verpasste er die Qualifikation zur neu geschaffenen 3. Fußball-Liga.
Diese erreichte er aber 2008/09, als die Reserve der Borussen die Meisterschaft der Regionalliga West errang und somit aufstieg. Dabei blieb sein Status jedoch nahezu unverändert. Erneut stand er in 15 Spielen auf dem Feld, bei allerdings nur 34 Spieltagen. In dieser Saison gelangen ihm aber seine ersten beiden Tore im Seniorenfußball und er bestritt einen Einsatz über die vollen 90 Minuten, wenn auch in der bedeutungslosen letzten Partie, als der Aufstieg bereits erreicht war.
Eine Klasse höher startete er an den ersten beiden Spieltagen von Beginn an und gab so am 25. Juli 2009 sein Profiligadebüt bei der 4:3-Niederlage bei Wacker Burghausen. Im weiteren Verlauf der Serie befand er sich jedoch nur noch sechsmal in der Anfangself. Dazu kamen sechs Einsätze als Joker. Seine Torausbeute steigerte er auf vier Treffer. Die Dortmunder beendeten die Spielzeit auf dem 18. Tabellenplatz und stiegen damit direkt wieder ab.
Wieder in der Regionalliga West angelangt, blieb er in der Saison 2010/11 zunächst Einwechselspieler, kam aber im Verlauf der Runde zu immer längeren Einsätzen und wurde vor allem gegen Ende der Spielzeit zu einer wichtigen Stütze seiner Mannschaft, als er in den letzten sieben Partien fünf Tore erzielte. Allerdings war bereits früh klar, dass der Wiederaufstieg nicht gelingen und man die Saison auf einem Mittelfeldplatz beenden würde. Am Schluss belegten die Dortmunder den 6. Platz mit 20 Punkten Rückstand auf den Aufsteiger Preußen Münster.
Boztepe verließ daraufhin Deutschland und wechselte zur Saison 2011/12 ablösefrei in sein Geburtsland und unterschrieb einen Dreijahresvertrag beim Erstligisten Eskişehirspor. In der Hinrunde der Saison 2011/12 kam er jedoch in der Süper Lig nicht zum Einsatz, weshalb er in der Winterpause den Verein verließ. Er wechselte ablösefrei zum Zweitligisten Elazığspor aus seiner Geburtsstadt Elazig. Dort unterschrieb er einen Vertrag über zweieinhalb Jahre.
Aufgrund einer fehlenden Spielberechtigung verließ Boztepe am 31. Januar 2012, dem letzten Tag der Transferperiode, den Verein und unterschrieb einen Vertrag beim niederländischen Zweitligisten FC Emmen. Dort unterschrieb er einen Vertrag bis Ende Juni 2012 inklusive Option. Am 20. Februar 2012, dem 23. Spieltag der Jupiler League, debütierte er für den FC Emmen im Heimspiel gegen FC Den Bosch (1:2).
Ende August 2012 unterschrieb Mehmet Boztepe, beim Regionalligisten Wuppertaler SV Borussia einen Zweijahresvertrag bis Ende Juni 2014. In der Saison 2012/13 kam er zu 28 Einsätzen, in denen er mit zwei Toren und zwölf Vorlagen als Mittelfeldspieler überzeugen konnte. Nachdem sein zum Wuppertaler SV umbenannter Verein aber Insolvenz anmelden und absteigen musste, verlor sein Vertrag die Gültigkeit.
Im Juni 2013 wurde Boztepe zur Saison 2013/14 vom Regionalligisten SSVg Velbert verpflichtet. Er unterschrieb einen Einjahresvertrag bis Ende Juni 2014.
Zur Rückrunde der Saison 2013/14 wechselte Boztepe in die türkische TFF 1. Lig zu Adanaspor. Nach eineinhalb Jahren wechselte er zum Drittligisten Bandırmaspor. Mit diesem Verein beendete er die Saison 2015/16 als Play-off-Sieger der TFF 2. Lig und erreichte so den Aufstieg in die 1. Lig. Boztepe absolvierte 30 Ligapartien und erzielte neun Treffer. Trotz dieses Erfolges wechselte er zum Liga- und Provinzrivalen Balıkesirspor. Nach weiteren Stationen in der Türkei schloss sich Boztepe 2022 dem Oberligisten MSV Düsseldorf an.

## Erfolge
Mit Bandırmaspor
- Play-off-Sieger der TFF 2. Lig und Aufstieg in die TFF 1. Lig: 2015/16